# 一気通貫
一気通貫（イッキツウカン）とは、麻雀における役のひとつ。同種の数牌で123・456・789と揃えると成立する。門前2翻、食い下がり1翻。一通（イッツー）と略されることが多い。中国麻雀では清龍（チンロン）の名で採用されている。アメリカでは「Straight（ストレート）」と称される。香港式台湾麻雀では「一條龍（イッティアオロン）」と称される。そして、明龍(ミンロン、意味は副露）と暗龍(アンロン、意味は門前清）の名で採用されている。

## 概要
萬子なら萬子、筒子なら筒子、索子なら索子で、1つの色の数牌1から9までをすべて1枚ずつ揃えて3つの順子を作った手役である。三色同順と並んで代表的な9枚役とされるが、定義上タンヤオや三色同順・チャンタとは複合しないため、使い勝手がそれほど良くない役であるとも言える。また、嵌張待ちや辺張待ちになりやすく、役部分を両門待ちにすると役が確定しないという欠点もある。
平和との複合が最も多いが、混一色や清一色など染め手と複合することも多い。また、稀にメンゼンで一盃口と複合することもある。
他の多くの2飜役と同じく、メンゼンを崩した場合は食い下がって1飜となる。しかし、他の役と複合しにくいため、副露した場合は安アガリに終わることが多い。なお、役部分を食う場合は、1･2･3、4･5･6、7･8･9の形以外の食いは認められず、例えば2･3･4の形で食ってその後残りの6牌を集めても一気通貫とは認められない。門前の場合でも同様に、手の内で1から9の同色の数牌を1枚以上使っていても、1･2･3、4･5･6、7･8･9の3つの順子と解釈したうえで4面子1雀頭が成立しなければ認められないため、初心者は注意を要する。
また、三色同順と一気通貫の両方が狙えるくっつきテンパイの形を、一般に「黄金の一向聴」と呼ぶ。牌姿や詳細は一向聴#黄金の一向聴を参照。

## 牌姿の例
（例）一気通貫が確定しているが待ちが狭いケース
のペンチャン待ち。
（例）待ちは広いが一気通貫が確定しないケース
の三門張で平和も複合するが、であがらなければ一通にならない。その他では平和のみとなる。
（例）出来あいのケース
待ち。手の内で一通が完成しているこのようなケースが最も有利であり、美しいとされる。この場合は平和も複合する。
（例）副露したケース
待ち。急所の嵌二萬を鳴いた形だが、他に役がなければ1000点の安手である。ロンあがりの場合、普通に考えると20符1翻であるが、30符1翻として扱うのが一般的である。詳細は麻雀の得点計算#食い平和の例を参照。
なお、一気通貫に関係のない部分のみの副露（例示の牌姿では索子の部分）では2翻が維持されるという主張があるが、これは誤りである。手の内で一通が完成している場合でも、メンゼンを放棄すれば食い下がりする。
（例）清一色との複合
  待ち。が高目で九蓮宝燈となるが、であがっても一気通貫と一盃口が複合して計9飜（ツモやドラ等があればそれ以上）になる。が最安目で清一色のみである。
  の七門張。およびであがった場合に一気通貫が複合する。1例目のような高目九蓮の形であれば高目安目がわかりやすいが、下のような複雑な形は一気通貫の複合などを見落としがちであり、点数申告の際には注意が必要である。

## ビジネス用語への転用
上述のように本来は麻雀の役の名前であるが、「最初から最後まで一貫して」というような意味でビジネス用語としても用いられる。
三省堂辞書ウェブ編集部の記事がビジネス用語としての「一気通貫」を取り上げ、日本経済新聞社の記事データベースで用例を調査している。ビジネス用語としては1990年代から少数見受けられるものの、初期の用例は談話やインタビュー記事などに話し言葉として出てきたものであった。2013年頃から出現頻度が増加し、2023年時点では会話文よりも地の文で用いられることが多くなっている。